# ブナイ・ブリス
ブナイ・ブリス（בני ברית, B'nai Brith）
1. ブナイ・ブリスとは、伝統的にはユダヤ人コミュニティーの相互扶助組織の名称である。
2. 1843年10月13日、ニューヨークでヘンリー・ジョーンズ、他11名により設立された、現在も活動しているものでは世界最古のユダヤ人の互助組織。

当初はイディッシュ語（主要語彙は中世ドイツ語に由来する）で「同信の友」を意味するブンデス・ブルデル Bundes Bruder を名のったが、まもなく同じ頭文字のヘブライ語 B'nai Brith「契約の息子」に改称された。
活動内容は、人権向上活動、病院と自然災害犠牲者の援助、ユダヤ人大学生に対する奨学金授与、名誉毀損防止同盟（ADL）を通して人種差別・ヘイトクライムや反ユダヤ主義への反対を含んだ、多種多様なコミュニティサービスと福祉活動に及んでいる。
福祉活動のほかに、ブナイ・ブリスはまたイスラエルの熱心なサポーターである。2002年にアメリカ・イスラエル公共問題委員会（AIPAC）とともに、「BBYO 4 Israel」と呼ばれる宣言をした。
また、2001年まで、ブナイ・ブリスはYMCAをモデルとした、B'nai B'rith Youth Organization（BBYO 現BBYO, Inc.）を後援していた。BBYOは最古のユダヤ人青年組織であり、下部組織に友愛組織（fraternity）であるアーレフ・ツァーディーク・アーレフ(AZA)、女性友愛組織 B'nai B'rith Girls(BBG) の親組織である。

## ブナイ・ブリス・カナダ
ブナイ・ブリスのカナダ支部は1875年に設立、同国最古のユダヤ人の互助組織である。
近年、カナダのユダヤ人コミュニティを代表するカナダ・ユダヤ人協会（CJC）と比肩するようになり、より保守的な主張をCJCと密接な穏健派Canadian Jewish Newsに対抗して、その出版物Jewish Tribune紙を通して見せている。
また、ブナイ・ブリス・カナダ(BBC)は、イスラエルの政治に対し公式に不支持を表明するCJCに対し、イスラエルとシオニズムの見解についてリクードに近い。
カナダの政界においては、双方のグループは敵対関係にあり、2000年の連邦議会選挙において、CJCのアーウィン・コトラー前会長がカナダ自由党から立候補したのに対して、ブナイ・ブリスの常務理事であるフランク・ディマンが、右派カナダ同盟からの立候補を検討した。
2004年10月、ブナイブリス国際関係研究所所長のマイケル・コリン・ショーにおける、市民を保護するためには、イスラエルが国家としてテロリズムを支援することが正当化されるとの発言により、ブナイ・ブリスは批判された。また、民兵を凶暴化させることについても批判されている。

## 秘密結社
ブナイ・ブリスは、「ユダヤ人のみのフリーメイソン組織であって、メーソンの裏にあってメーソンを支配する秘密結社である」と喧伝されることがあるが、これはいわゆる陰謀論に基づく伝説といって良い。
確かに、設立当時のブナイ・ブリスは、フリーメイソンをまねて、組織をロッジと呼んだり、イディッシュの使用、様々な秘儀等を有していたが、1920年組織憲章において、秘儀性と訣別する旨の決定を行っており、ロータリー・クラブ、ライオンズ・クラブと言った他親睦団体との交流を積極的に展開している。